# 特里诺万图姆
特里诺万图姆（Trinovantum）是伦敦在中世纪英国传说中的曾用名，据蒙茅斯的杰弗里所著《不列颠诸王史》，特里诺万图姆由被流放的特洛伊的布鲁图斯所建，他称其为新特洛伊（Troia Nova），以讹传讹后，该词逐渐变成了特里诺万图姆（Trinovantum ）。传说中，该城再后来被勒德王重建，他用自己的名字将其重命名为勒德的要塞（Caer Lud），以讹传讹后，该词逐渐变成“Kaer Llundain”，最终演化为“London”。
其实特里诺万图姆一名来自铁器时代的特里诺文特人，他们生活在现在的埃塞克斯郡、薩福克郡以及大倫敦部分地区，尤利烏斯·凱撒在记录自己于公元前55至54年间远征不列颠的经过时提到了特里诺文特人。在古罗马后期的基督教神学家、史学家保卢斯·奥罗修斯提到，恺撒曾在自己的远征记录中提及的特里诺文特人被称作特里诺文特族群（civitas Trinovantum）。在这里，Trinovantum为复数属格形式。但拉丁文词语“civitas”还有“城市”的意思，而且拉丁文中的中性名詞的主格单数形式常以“-um”结尾，因此，蒙茅斯的杰弗里或者他所参考的资料把civitas Trinovantum误译作特里诺万图姆城（the city of Trinovantum）。
在不列颠受罗马统治的时期（前43-约410），这座城市被称作倫蒂尼恩（Londinium），该词似乎也与“Llundain”和“London”同源。